# Fernand Fau
Jean Louis Fernand Fau, né à Poitiers le 13 juillet 1858 et mort à Paris le 27 novembre 1915, est un illustrateur et caricaturiste français. Il a utilisé les pseudonymes de Fô et Phô. Il a notamment collaboré au journal Le Rire.

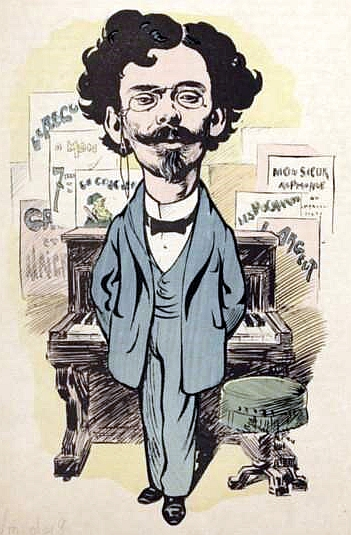
Pierre Trimouillat par Fernand Fau, In: Les Hommes d'aujourd'hui 413.

Il collabore au cabaret du Chat noir, réalisant le théâtre d'ombre d'Une affaire d'honneur de Jules Jouy, puis en 1890, compose Idylle, une revue en un acte écrite avec Charles de Sivry. 

## Ouvrages illustrés
- Jean Perrot, 34 leçons de choses en images sans paroles à raconter par les petits, deuxième livre d'initiation et d'élocution, Fernand Nathan, [lire en ligne]
- Alfred Carel, Les brasseries à femmes de Paris, Paris, E. Monnier, 1884 [lire en ligne]
- Camille Lemonnier, Les Concubins ; La Glèbe ; Un pèlerinage, Paris, E. Monnier, de Brunhoff, 1886 [lire en ligne]
- Chansons du pavé : Paris, la politique, l'amour, fantaisies paysanneries par Victor Meusy ; musique nouvelle de Georges Marietti [lire en ligne]
- Pierre de Lano, Après l'amour..., roman, 100 dessins, Paris, E. Dentu, 1889.
- Le secret du manifestant, théâtre d'ombre, texte de Jacques Ferny, E. Fromont, Paris 1894 [lire en ligne]
- Georges Courteline, La Peur des coups, Paris, G. Charpentier et E. Fasquelle, 1895 [lire en ligne]
- Rabelais pour la jeunesse, Gargantua, texte adapté par Marie Butts, Librairie Larousse
- Rabelais pour la jeunesse, Pantagruel, texte adapté par Marie Butts, Librairie Larousse